# Lycosa yerburyi
Lycosa yerburyi este o specie de păianjeni din genul Lycosa, familia Lycosidae, descrisă de Pocock, 1901.
Este endemică în Sri Lanka. Conform Catalogue of Life specia Lycosa yerburyi nu are subspecii cunoscute.